# فوتبال زنان در ایران
فوتبال زنان در ایران که فوتبال بانوان یا فوتبال دخترها نیز نامیده می‌شود، بازی بسیار پرهواداری است و فوتبال در ایران به پرهوادارترین ورزش در این کشور تبدیل شده‌است. فوتبال دهه‌های زیادی است که بخشی از زندگی ایرانیان است و در آموزشگاه‌ها، خیابان‌ها، کوچه‌ها و باشگاه‌های فوتبال در سراسر این کشور بازی می‌شود. زنان در ایران به‌طور فزاینده‌ای به بازی فوتبال تمایل پیدا می‌کنند و با این محبوبیت روزافزون، ایجاد زیرساخت‌های ایمن‌تر تنها مسئله این زمان است. تیم ملی فوتبال زنان ایران در مسابقات بین‌المللی شرکت می‌کند.
تیم فوتبال زنان ایران در رتبه‌بندی سال ۱۳۸۹ در جهان جایگاه ۵۵ را به دست آورد که این جایگاه بالاتر از جایگاه فوتبال مردان ایران در آن زمان بوده‌است.
به شکل رسمی پیشینهٔ فوتبال زنان در ایران به دههٔ ۱۳۴۰ برمی‌گردد. باشگاه‌های تهرانی تاج، پرسپولیس، دیهیم و عقاب پیشگامان ایجاد تیم حرفه‌ای زنان در ایران هستند. لیگ برتر فوتبال زنان ایران بالاترین رده از فوتبال زنان در ایران است که از فصل ۱۳۸۶–۸۷ شروع به کار کرد.
در سال‌های پیش از انقلاب ۱۳۵۷، حضور زنان در ورزشگاه‌های ایران، آزاد بود اما در سال‌های پس از این انقلاب و در راستای سیاست‌های حکومت جمهوری اسلامی، حضور زنان، محدود و تماشای مسابقات مردان در سالن یا ورزشگاه، ممنوع شد. با این حال زنان هوادار اهل کشورهای دیگر توانسته‌اند در هنگام این محدودیت برای ایرانیان، وارد ورزشگاه‌های ایران شوند که با اعتراض ایرانیان روبرو شده‌است. بر اساس گزارشی در مارس ۲۰۲۱، فوتبال زنان ایران نیز هنوز زیر سایهٔ روحانیان، تندروهای جمهوری اسلامی و حتی ائمه جمعه است و سخت‌گیری‌های مذهبی و حجاب اسلامی از مهم‌ترین مشکلات زنان فوتبالیست ایرانی بوده‌است. به گونه‌ای که سابقه داشته‌است که به‌خاطر حجاب، از رقابت‌های جهانی کنار گذاشته شوند. با وجود قطع ورزش و فوتبال زنان پس از انقلاب، اما در دوران رئیس‌جمهوری محمد خاتمی به فوتبال زنان ایران اهمیت داده شد و زیرساختی برای زنان در نظر گرفته شد. تا پیش از این، پس از شروع دوبارهٔ ورزش زنان پس از انقلاب، فوتبال زنان ایرانی به دلایل انقلابی در سالن‌ها برگزار می‌شد اما از این دوره به فضای باز و و همان ورزشگاه‌های رسمی فوتبال انتقال یافت. در پی این گسترش امکانات، تیم ملی فوتبال زنان ایران در رده‌بندی سال ۱۳۸۹ در جهان جایگاه ۵۵ام را از آن خود کرد؛ جایگاهی که بالاتر از جایگاه تیم ملی فوتبال مردان ایران در آن دوران بوده‌است.
اکنون زنان در ایران مجاز به حضور در مسابقات فوتبال مردان نیستند. در ۹ نوامبر ۲۰۱۸ فاطمه سامورا، دبیرکل فدراسیون بین‌المللی اتحادیه فوتبال فیفا گفت که او از دولت ایران می‌خواهد تا ممنوعیت ورود زنان به استادیوم‌های ورزشی را پایان دهد.

## پیشینه

### پادشاهی پهلوی

بازی دوستانه تیم فوتبال زنان تاج و تیم منتخبی از زنان فوتبالیست ایتالیا

فوتبال زنان در ایران از سال ۱۹۷۰ آغاز شد. زنان همواره خواهان شرکت در مسابقات فوتبال مردان در کوچه‌ها و خیابان‌ها بودند و گاه در برخی از بازی‌های فوتبال مردان شرکت کردند. در آن زمان مربیان ایرانی زیادی در کلاس‌های فیفا در ژاپن شرکت و بازی‌های تیم ملی فوتبال زنان ژاپن را مقابل تیم‌های زنان کره، سنگاپور و هند مشاهده می‌کردند. این کار محرک مدیران فوتبال زنان در ایران بود. از سال ۱۹۷۰ اقدامات جدی برای دستیابی به استانداردهای مناسب انجام شد.
تاج اولین باشگاهی در ایران بود که به آموزش فوتبال به زنان می‌پرداخت. پس از آن، زنان ابتدا در آموزش فوتبال و سپس در تیم‌های فوتبال مانند تاج، دیهیم، پرسپولیس، عقاب و خسرم شرکت کردند. با سازماندهی مسابقات مختلف بین آن تیم‌ها، بهترین بازیکنان انتخاب و در اولین تیم ملی بانوان ایران قرار گرفتند. این تیم متشکل از بازیکنان پیشین والیبال ، بسکتبال و ورزشکاران ۱۲ تا ۱۸ ساله بود. آن‌ها با انتشار یک مجله ورزشی مختص زنان که اخبار پیشرفت آن‌ها را منتشر می‌کرد، جدی‌تر آموزش دیدند و سپس طرفداران زن بسیاری برای پشتیبانی از تیم برخاستند. با کمک موسسات آموزشی در سراسر کشور، جوانان مستعد طلایه‌دار این کار شدند.
با گذشت زمان، تیم‌ها انتخاب شدند و سرانجام در سال ۱۹۷۱ یک مسابقه توسط یک مجله ورزشی زنان و شرکت مسافرتی هواپیمایی اسکاندیناوی (SAS) تحت نظارت فدراسیون فوتبال برگزار شد و به همین منظور تیم ملی فوتبال زنان ایتالیا به دعوت پری اباصلتی از مؤسسین انجمن دوشیزگان و بانوان و مجله بانوان، به ایران دعوت شد و دو بازی مقابل تاج و تیمی به نام تهران در ورزشگاه امجدیه انجام داد. تیم تاج با نتیجه ۲ بر صفر مغلوب حریف خود شد. در این بازی ژنیک شهبازیان دروازه‌بان تیم تاج بهترین بازیکن زمین معرفی شد. فوتبال زنان تا انقلاب ۱۳۵۷ به رشد خود ادامه داد.

### جمهوری اسلامی

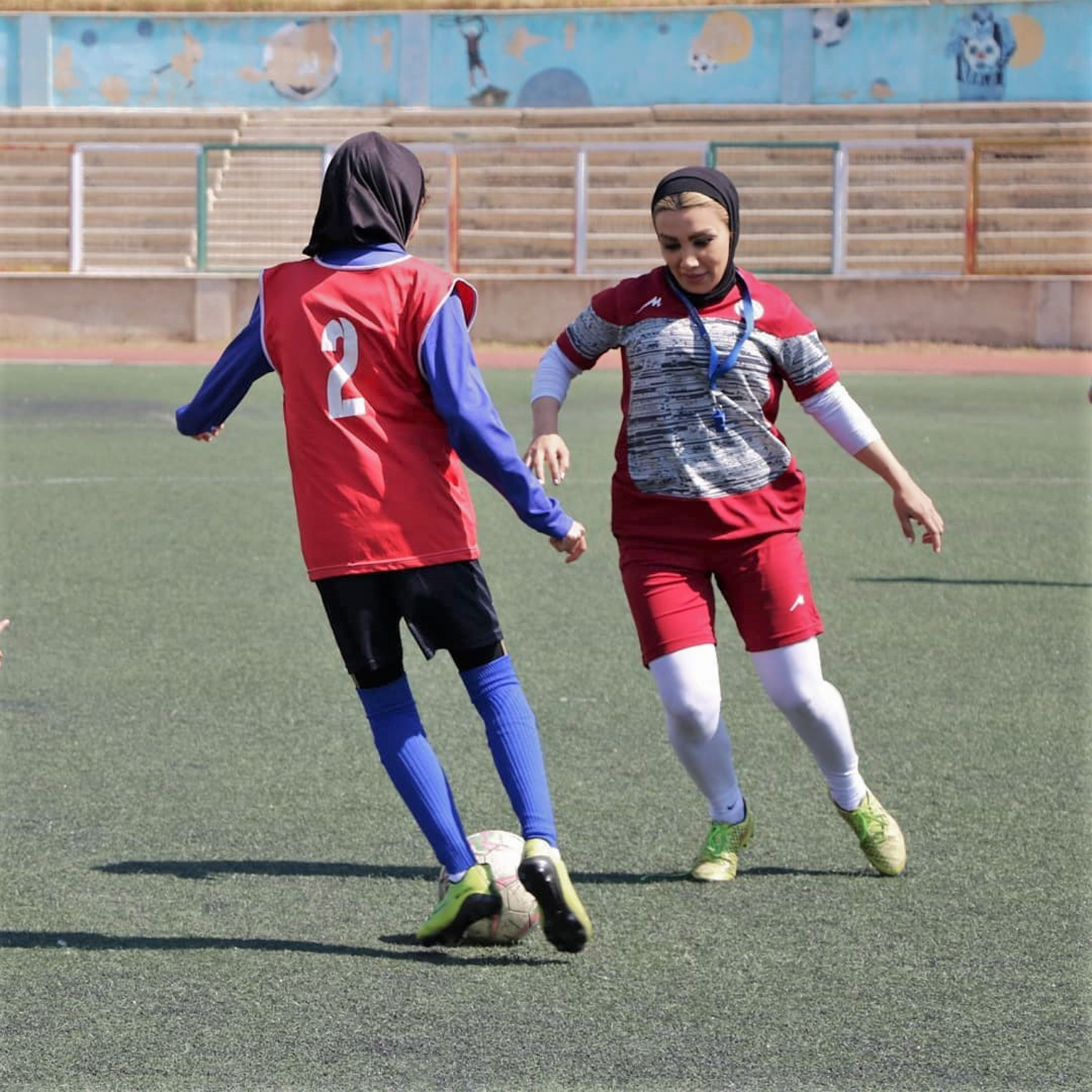
تمرین یک باشگاه خصوصی فوتبال زنان در ایران

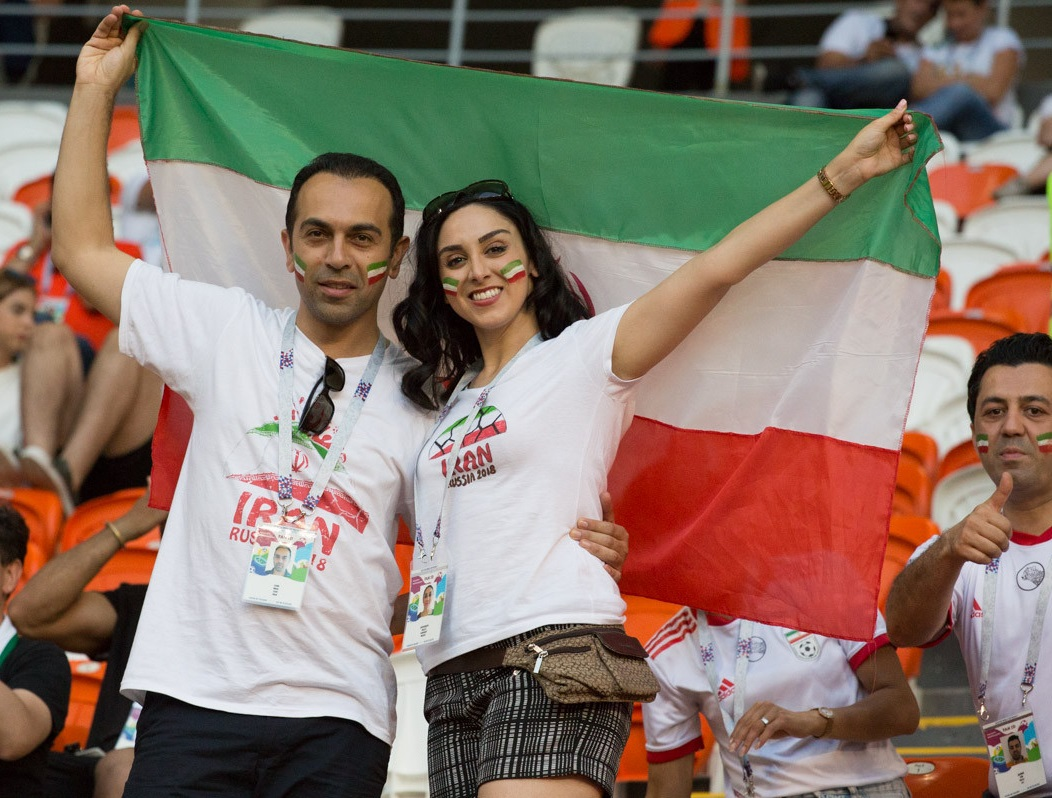
هواداران مرد و زن تیم ملی مردان ایران در کنار هم. پس از انقلاب ۱۳۵۷، تنها در خارج از ایران چنین چیزی امکان‌پذیر شد و حضور زنان در ورزشگاه‌ها دارای محدودیت شد.

با رخداد انقلاب اسلامی ۱۳۵۷، فوتبال برای زنان ایرانی برای حدود ۱۴ سال کاملاً ممنوع شد و اجازه نداشتند بازی کنند. حتی دیگر به زنان ایرانی اجازه داده نشد که به ورزشگاه‌های فوتبال برای تماشای مسابقات وارد شوند؛ محدودیتی که با گذشت چهل سال از این انقلاب، هنوز ادامه داشته‌است. اگر چه در سال ۱۳۷۱ پس از ۱۴ سال ممنوع بودن فوتبال زنان، مسابقات فوتبال سالنی زنان (فوتسال) را دانشگاه الزهرا راه‌اندازی کرد تا به گونه‌ای دوباره فوتبال زنان جان بگیرد. این پس از این رخ داد که سختگیری حکومتی روی این موضوع کاهش یافت. با ادامه یافتن اصلاحات، لیگ زنان فوتبال ایران نیز از ۱۳۸۶ آغاز شد. اما سطح بالایی نداشته و حتی بسیاری از تیم‌ها هزینه‌های سفر را ندارند و فدراسیون نتیجه‌های بازی‌ها را تعیین می‌کرده‌است. پس از انقلاب اسلامی، فوتبال زنان با کمبود امکانات و عدم سرمایه‌گذاری روبرو شد. حتی پوشش رسانه‌ای نیز برای فوتبال زنان در نظر گرفته نشد تا اسپانسرها کمتر جذب شوند. بازی‌ها را نیز همواره در ساعت‌های نخستین صبح و پیش از ظهر برگزار کرده‌اند که با اعتراض بازیکنان زن روبرو شده‌است. چیزی که باعث کاهش آمادگی فیزیکی بازیکنان و کاهش تماشاگران شده‌است. نبود اسپانسر و مشکل مالی، زمین‌های بد، امکانات ناکافی و مشکل حجاب اسلامی برای بازیکن، مشکلاتی هستند که در دوران جمهوری اسلامی امکان رشد کردن فوتبال زنان ایران را نابود کرده‌است.
تیم ملی فوتبال زنان ایران نیز پس از انقلاب اسلامی ۱۳۵۷ هرگز نتوانست در ورزشگاه آزادی، ورزشگاه ملی ایران بازی کند و این ورزشگاه تا بیش از چهل سال هم درون زمین و هم روی سکوهای تماشاگران، مردانه شده‌است.
در سال ۱۴۰۰ تیم ملی فوتبال زنان ایران که به دلیل دو سال دوری از مسابقات از رده‌بندی جهانی خارج شده بود، دوباره به رنکینگ فیفا بازگشت.

#### مشکلات اسلامی
پس از مشکلات پوشش اسلامی سر زنان تیم ایران برای المپیک ۲۰۱۲ لندن و اینکه در دور مقدماتی این رقابت‌ها، مقام‌هایی از فیفا پوشیدن اونیفورم با کلاه ویژه برای زنان ایرانی را ممنوع کردند، رسانه‌های بین‌المللی به حذف ایران از رقابت‌ها بخاطر حفظ حجاب پرداختند. تصاویری پخش شدند بازیکنان ایران را در حال گیدریه نشان می‌داد و انتقادهای فراوانی از سوی ایران به فیفا شد. چرا که فیفا اجازه داد با همین پوشش، زنان در دور نخست بازی کنند. با این حال، در عمل پیش از این نیز در سال ۲۰۰۷، فیفا پوشش اسلامی تیم زنان ایران را ممنوع کرده بود. قانون فیفا می‌گفت که هرگونه تبلیغ ایدئولوژی، دین و فکری با هر پوششی ممنوع است. در یکی از ایرادها فیفا اعلام کرد که بخشی از حجاب اسلامی به سلامتی بازیکنان آسیب می‌زند که از سوی ایران رد شد. گاردین نوشت که این بار زنان مسلمان تنها توسط ایمانشان مورد ظلم واقع نشدند و به چنین محرومیتی برای تیم ایران، اعتراض کرد.
گزارش‌هایی از محرومیت از ورزش ملی در ایران به‌خاطر نداشتن حجاب نیز منتشر شده‌است. در یکی از این گزارش‌ها، در سال ۲۰۱۷ خط خوردن شیوا امینی از تیم ملی فوتسال زنان ایران به‌خاطر حضور بدون حجابش در یک بازی فوتبال، توجه محافل ورزشی را به خود گرفت اما فدراسیون فوتبال ایران چنین چیزی را رد کرد. اما خود این بازیکن اعلام کرد که مسئولان رسمی فدراسیون به او گفتند که «ورزشکاران زن ملی پوش ایران همیشه موظف‌اند که مطیع منشور پوشش اسلامی در عرصه عمومی باشند». به صورت کلی با روی آوردن بیشتر زنان جوان ایرانی به رشته‌های ورزشی و حضورهای جهانی‌شان، روند برخورد با این ورزشکاران که حجاب اسلامی دلخواه مراجع مذهبی ایران را رعایت نمی‌کنند، شدت گرفت. گزارشی در ۲۰۱۱ نوشت که سختگیری‌های مذهبی و حکومتی، بزرگ‌ترین مانع‌های پیش روی فعالیت آزادانهٔ زنان ورزشکار در ایران هستند.
بر اساس گزارشی در مارس ۲۰۲۱، فوتبال زنان ایران هنوز زیر سایهٔ روحانیان، تندروهای جمهوری اسلامی و حتی ائمه جمعه است. همچنین بر اساس فرمانی از وزارت کشور، بازی‌های لیگ زنان ایران باید در ساعت‌های نخستین صبح، پیش از ظهر برگزار شوند. این گزارش نوشت که خمینی، رهبر جمهوری اسلامی هرچند که با ورزش زنان رسماً مخالف نبود اما با شعارهای تبلیغاتی‌اش و محدودیت‌های پس از انقلاب، وضعیت را به‌طور فزاینده‌ای برای زنان مشکل‌ساز کرد.

#### ممنوعیت ورود زنان به ورزشگاه‌ها

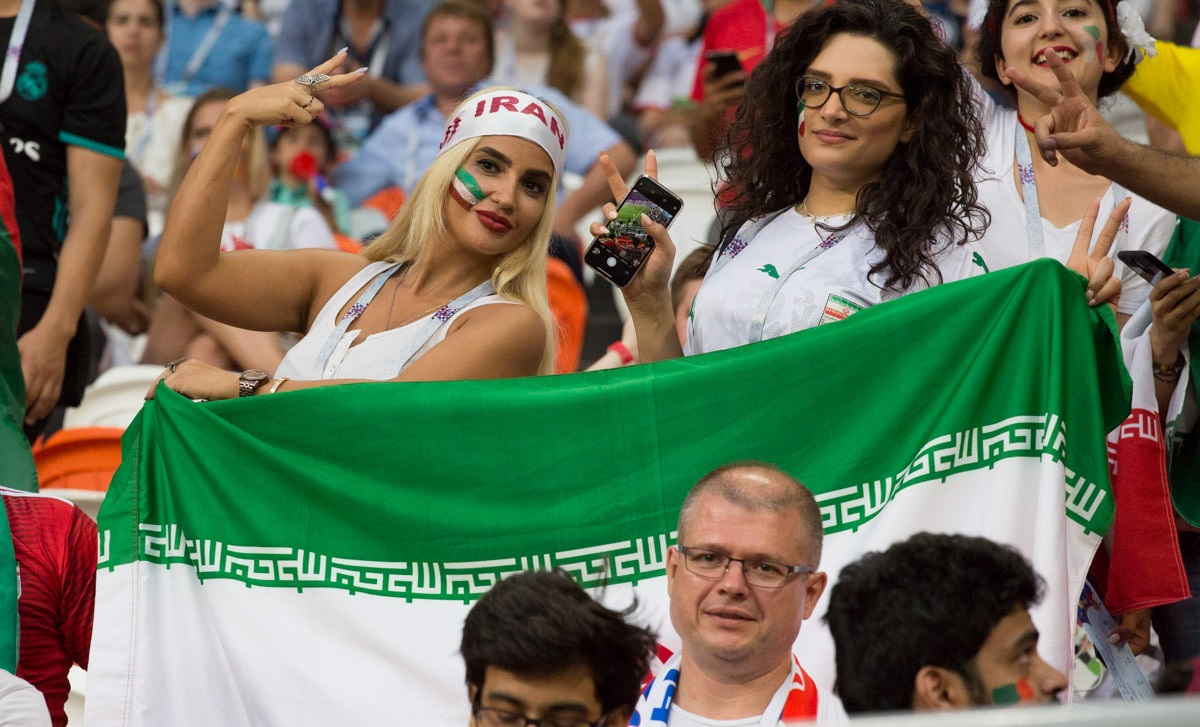
هواداران زن تیم ملی مردان ایران. پس از انقلاب ۱۳۵۷ زنان ایرانی تنها در بازی‌های خارج از کشور توانستند وارد ورزشگاه شوند؛ تا ۱۳۹۸ که با اقدام فیفا جایگاهی برای زنان هوادار در ورزشگاه آزادی تعیین شد.

در سال‌های پیش از انقلاب ۱۳۵۷، حضور زنان در ورزشگاه‌های ایران، آزاد بود و زنان ایرانی می‌توانستند بازی‌های تیم ملی مردان را نیز آزادانه تماشا کنند اما در سال‌های پس از این انقلاب و در راستای سیاست‌های حکومت جمهوری اسلامی، حضور زنان، محدود و تماشای مسابقات مردان در سالن یا ورزشگاه، ممنوع شد. با وجود این ممنوعیت‌ها، زنان ایرانی همواره تلاش کرده‌اند که وارد ورزشگاه آزادی بشوند تا بازی تیم ملی را از نزدیک ببینند؛ اما نیروی انتظامی جمهوری اسلامی، این زنان را دستگیر کرده و مانع ورودشان به ورزشگاه شده‌است.
محمود احمدی‌نژاد، رئیس‌جمهور محافظه‌کار ایران، در تیر ۱۳۸۴، وعده داد که ورود زنان به ورزشگاه‌های ایران را آزاد کند؛ اما با مخالفت صریح روحانیت ایران، در طرح خود، شکست خورد. در همین دوره و در حاشیهٔ بازی ایران و بحرین در مرحلهٔ مقدماتی جام جهانی ۲۰۰۶ که منجر به راه‌یابی تیم ملی به جام جهانی شد، شمار کمی از زنان ایرانی (حدود ۷۰ تن) پس از تلاش‌های فراوان و تنها در نیمهٔ دوم، اجازه یافتند در ورزشگاه حاضر شوند؛ این، نخستین حضور زنان تماشاگر ایرانی پس از سال ۱۳۵۷، در ورزشگاه آزادی بود. در شهریور ۱۳۹۸، فیفا ضرب‌الاجلی برای حضور هواداران زن ایرانی در ورزشگاه‌ها داد. در پی این اقدام فیفا، زنان ایرانی در بازی ایران و لائوس در مرحلهٔ مقدماتی جام جهانی ۲۰۲۲، وارد ورزشگاه آزادی شدند. برای زنان جایگاه ویژه‌ای تعیین شده‌بود و تلویزیون دولتی ایران در هنگام پخش زنده، به حضور زنان در ورزشگاه، اشاره‌ای نکرد.
با وجود محدودیت‌ها برای زنان ایرانی، هواداران زن رقبای تیم ملی، همانند کره‌جنوبی در ۱۳۹۵ و سوریه در سال ۱۳۹۶، توانسته‌اند وارد ورزشگاه آزادی شوند، در هنگامی که هواداران زن ایرانی، در پشت درها مانده‌اند. نخستین مورد از این حضور زنان خارجی در ورزشگاه آزادی در بازی پلی‌آف آسیا و اروپا در مرحلهٔ مقدماتی جام جهانی ۲۰۰۲ بود: زنان ایرلندی، تیم رقیب ایران، توانستند برای تشویق تیم ملی‌شان وارد ورزشگاه آزادی شوند. این رویداد با اعتراض فعالان جنبش زنان ایران مواجه شد؛ چرا که دریافتند این فقط زنان ایرانی هستند که اجازهٔ ورود به ورزشگاه را ندارند.

## ملی

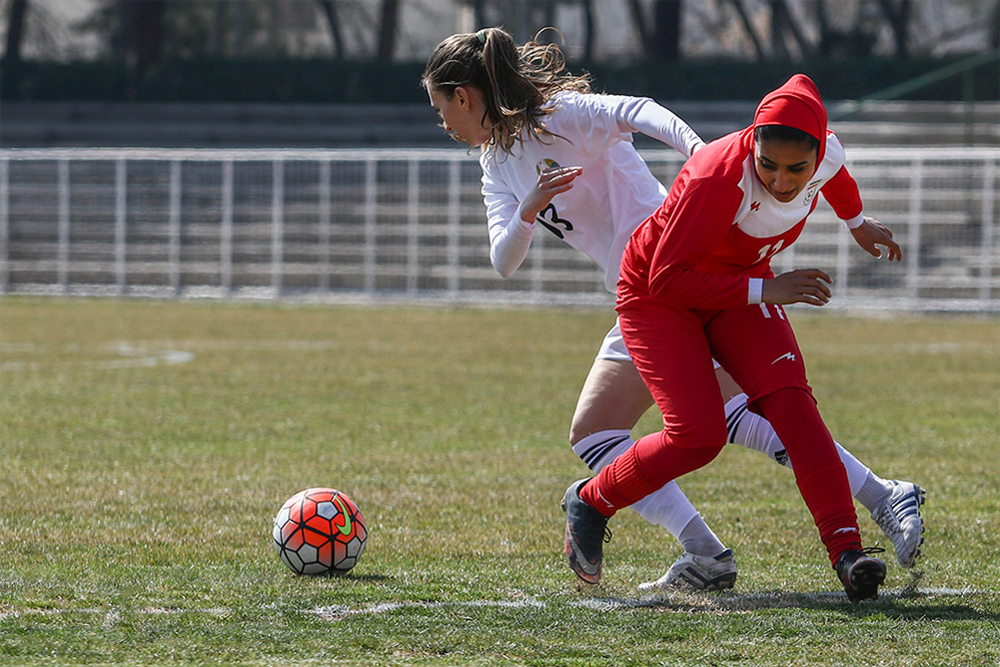
بازی دوستانهٔ تیم‌های ملی فوتبال زنان ایران و بلاروس در سال ۱۳۹۷

به شکل رسمی پیشینهٔ فوتبال زنان در ایران به دههٔ ۱۳۴۰ برمی‌گردد. در سال ۱۳۴۹ نیز زنان ایرانی به شکل رسمی دارای زمین‌هایی اختصاصی برای تمرین شدند که ویژهٔ زنان بود. با بالا رفتن شمار تیم‌های زنان و استقبال دختران ایرانی از این رشتهٔ ورزشی، فدراسیون فوتبال ایران نیز با انجام زیرساخت و قوانینی، ایجاد نخستین تیم ملی زنان فوتبال ایران را در دستور کار گذاشت و گروهی از زنان فوتبالی را برای آموزش دیدن در مربیگری به کلاس‌های آموزشی فدراسیون جهانی فوتبال، فیفا فرستاد؛ در طول این کلاس‌ها مربیان زن ایرانی توانستند مسابقات فوتبال زنان سنگاپور، کره جنوبی و هندوستان که در همان جای برگزاری کلاس‌های فیفا انجام می‌شدند را نیز بررسی کنند. با این حال ایجاد زیرساخت ملی زنان، زمان‌بری بیشتری نسبت به باشگاهی داشت.
بر اساس گزارش‌هایی وابسته به کنفدراسیون فوتبال آسیا، در تاریخ جام ملت‌های زنان آسیا و اقیانوسیه که نخستین دوره از آن در سال ۱۹۷۵ بود، تیم ملی زنان ایران هیچ تیمی نفرستاد. در دو دوره نخست این رقابت‌ها، نه تنها ایران تیمی نفرستاد، بلکه هیچ تیمی از غرب آسیا نیز شرکت نکرد و آن دو بار نیز، جام قهرمانی رقایت‌ها به تیم‌های ملی نیوزیلند و چین رسید.
در مجموع، در دوران رئیس‌جمهوری محمد خاتمی به فوتبال زنان ایران اهمیت داده شد و زیرساخت گسترده‌تری برای زنان در نظر گرفته شد. تا پیش از این، فوتبال زنان ایرانی در سالن‌ها (از جمله فوتسال) برگزار می‌شد اما از این دوره به فضای باز و و همان ورزشگاه‌های رسمی فوتبال انتقال یافت. در پی این گسترش امکانات، تیم ملی فوتبال زنان ایران در رتبه‌بندی سال ۱۳۸۹ در جهان جایگاه ۵۵ام را از آن خود کرد؛ جایگاهی که بالاتر از جایگاه تیم ملی فوتبال مردان ایران در آن دوران بوده‌است.
تیم ملی زنان ایران در نخستین بازی رسمی‌اش از دید فیفا در دیداری دوستانه در سال ۲۰۰۵، ۵ بر صفر سوریه را شکست داد. بهترین برد این تیم نیز پیروزی ۱۳ بر صفر در برابر سوریه در سال ۲۰۰۷ بوده‌است. به شکل کلی حجاب اسلامی برای بازیکنان تیم ملی مشکلاتی را پدیدآورده است و سپ بلاتر، هشتمین رئیس فیفا نیز به آن انتقاد کرد. پس از انقلاب ۱۳۵۷ ایران فوتبال زنان این کشور دستخوش تغییرات بسیاری شد. بازیکنان زن مجبور به داشتن حجاب کامل اسلامی شدند و تماشاچیان مرد از حضور در ورزشگاه زنان منع شدند. در سال ۲۰۰۵ و در بازی‌های قهرمانی غرب آسیا، تیم ملی فوتبال زنان ایران برای اولین بار بعد از انقلاب در مسابقات شرکت کرده و به مقام دوم رسید. پوشش اسلامی سر زنان تیم ایران در هنگام شرکت در المپیک ۲۰۱۲ به یک مشکل بزرگ‌تر تبدیل شد. در دور مقدماتی این رقابت‌ها، مقام‌هایی از فیفا پوشیدن اونیفورم با کلاه ویژه برای زنان ایرانی را ممنوع کردند اما تیم ایران در بازی در اردن این منع را محترم نشمارد و در خرداد ۱۳۹۰ از ادامه مسابقات محروم گردید.

## باشگاهی

تیم فوتبال دختران تاج در سال ۱۳۴۹، پیش از برد ۶ بر ۰ برابر دیهیم

به شکل رسمی پیشینهٔ فوتبال زنان در ایران به دههٔ ۱۳۴۰ برمی‌گردد. در سال ۱۳۴۹ نیز زنان ایرانی به شکل رسمی دارای زمین‌هایی اختصاصی برای تمرین شدند که ویژهٔ زنان بود. باشگاه تاج (استقلال کنونی) پیشگام باشگاه‌های ایرانی در ایجاد تیم دختران بود و کمی بعد نیز تیم‌های پرسپولیس، دیهیم و عقاب تهران، تیم‌های رسمی زنان تشکیل دادند. مسابقات فوتبال باشگاهی هم‌طراز با مردان برای زنان ایرانی در نظر گرفته شد و کیفیت فنی تیم تاج چنان بالا بود که در سال ۱۳۴۹ در افتتاحیه بازی‌های لیگ فوتبال باشگاه‌های تهران، در برابر دیهیم توانست شش گل بزند. تهران که پایتخت ایران نیز بوده‌است، به عنوان زادگاه فوتبال زنان در ایران شناخته می‌شود و چهار باشگاهش در همان نخستین دوره، تیم رسمی ایجاد کردند. باشگاه پرسپولیس مربیان اصلی خود را نیز به فوتبال زنان فرستاد؛ آلن راجرز نخستین سرمربی تاریخ تیم فوتبال زنان پرسپولیس بود که علی پروین نیز به او در مربیگری‌اش یاری می‌رساند.

تیم فوتبال دختران پرسپولیس در سال ۱۳۵۱.

نهادهای ایرانی انجمن دوشیزگان و بانوان و مجله بانوان، تیم منتخبی را از فوتبال زنان ایتالیا دعوت کرد تا در ۱۷ اردیبهشت ۱۳۵۰ در یک بازی دوستانه در برابر تیم فوتبال زنان تاج تهران، قرار بگیرند. این مسابقه نخستین بازی جهانی فوتبال زنان ایران بوده‌است و تیم زنان تاج دو بر صفر، بازی را باخت.
رسانهٔ ایرانی زن روز پیش از انقلاب ۱۳۵۷ همواره گزارش‌هایی از زنان فوتبالیست ایران می‌نوشت. در آن دوران بخش‌های وابسته به ورزش و فوتبال زنان ایرانی در قالب بولتن، با روزنامه‌ها پخش می‌شدند و بیشتر یک نسخهٔ آنان نیز برای باشگاه‌های فعال زنان فرستاده می‌شد. دنیای ورزش و کیهان ورزشی (از مهم‌ترین رسانه‌های ورزشی آن دوره) نیز در دوران پیش از انقلاب ۵۷ مسابقات را پوشش می‌دادند. پس از انقلاب ۱۳۵۷، ورزش و فوتبال زنان برای دورانی قطع گردید و با آغاز انقلاب فرهنگی در دانشگاه‌ها و دیگر نهادهای ایرانی، باشگاه‌های فعال فوتبال زنان نیز همگی منحل شدند. پس از گذر بیش از یک دهه، در اواخر سال ۱۳۷۱ (۱۹۹۳) فوتبال زنان در ایران با رقابت سالنی (فوتسال) که برای نخستین‌بار در دانشگاه الزهرا (فرح پیشین) برگزار گردید، به گونه‌ای دوباره بازگشت اما در این دوران، زنان ایرانی تنها اجازه داشتند در فوتسال و درون سالن‌ها بازی کنند. انجام بازی فوتبال نیز همچون رفتن به ورزشگاه‌ها، تا اواخر دههٔ ۱۳۷۰ برای زنان ایران ممنوع بود. اما از این دهه، تغییرات مثبت برای حذف ممنوعیت‌های فوتبال و ورزش زنان کم‌کم انجام شدند. با این حال، در این دوره نیز وعده داده نشد که زنان فوتبال چمنی بازی کنند و در حد همان سالن بود. در نخستین سال‌های دههٔ ۱۳۸۰ در پیشرفتی غیرمنتظره، امکان بازی کردن در زمین چمن برای دختران ایرانی به وجود آمد و چند تیم نیز برای مسابقه به ایران آورده شدند و زنان ایرانی نخستین‌بار پس از انقلاب ۱۳۵۷ توانستند با تیم‌های خارجی دیدار کنند. فائزه هاشمی در ورزش زنان ایران و پس از او محسن صفایی فراهانی به عنوان رئیس فدراسیون فوتبال ایران، نخستین زیرساخت‌های پس از انقلاب فوتبال زنان را پایه گذاشتند تا فوتبال دختران از درون سالن و از روی کفپوش‌ها، به فضای باز و ورزشگاه‌های واقعی فوتبال وارد شود. پیشرفت‌ها ادامه یافت و نخستین دوره لیگ برتر فوتبال زنان ایران در سال ۱۳۸۶ تا ۱۳۸۷ برگزار گردید. با این وجود صدا و سیمای جمهوری اسلامی هیچگاه بازی‌ها را پخش نکرد و حتی تصاویر گل‌ها را نیز نشان نداد. حتی هنگام خبرهای ضروری از تیم‌های زنان نیز تنها یک عکس از تیم ملی زنان پخش می‌شد.

### سیستم لیگ

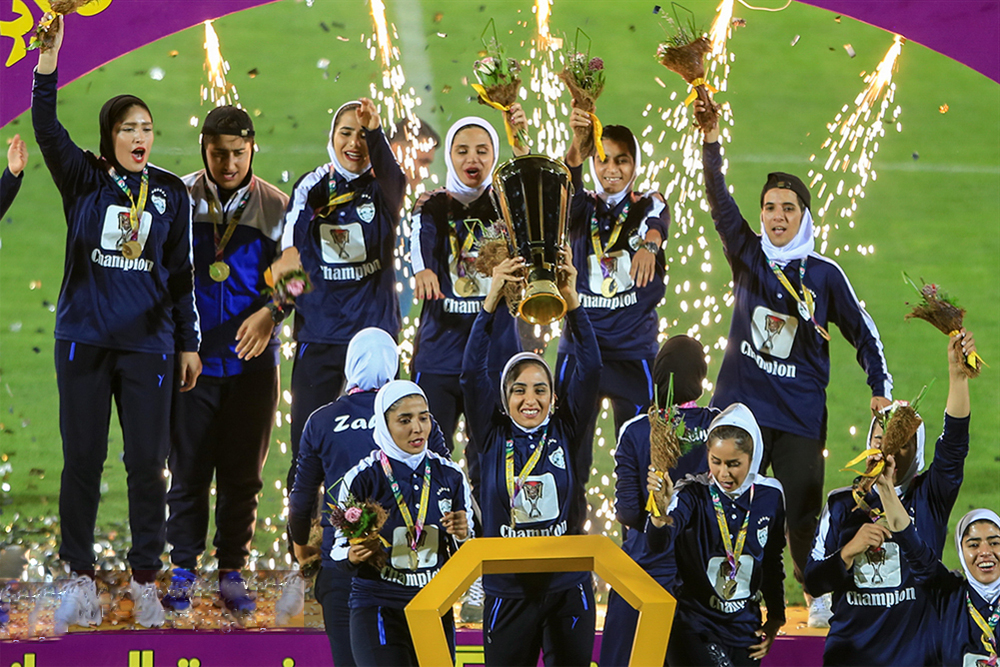
جشن قهرمانی تیم شهرداری بم در لیگ برتر فوتبال زنان در سال ۱۳۹۸

لیگ برتر فوتبال زنان ایران سطح نخست لیگ فوتبال زنان در ایران است که از فصل ۱۳۸۶–۸۷ شروع به کار کرد؛ تا به امروز پرافتخارترین تیم قهرمان لیگ برتر زنان ایران، باشگاه فوتبال زنان شهرداری بم با ۷ قهرمانی در لیگ است. این رقابت‌ها نخست با حضور ۶ تیم آغاز شد و تا ۱۲ تیم هم گسترش یافت اما اکنون در این مسابقات ۱۰ تیم برتر زنان ایران شرکت می‌کنند.

### سیستم جام‌ها

#### جام حذفی
جام حذفی فوتبال زنان ایران نام مسابقات حذفی فوتبال زنان در ایران است که هماهنگ با لیگ زنان برگزار می‌شود.

## انقلاب فوتبال

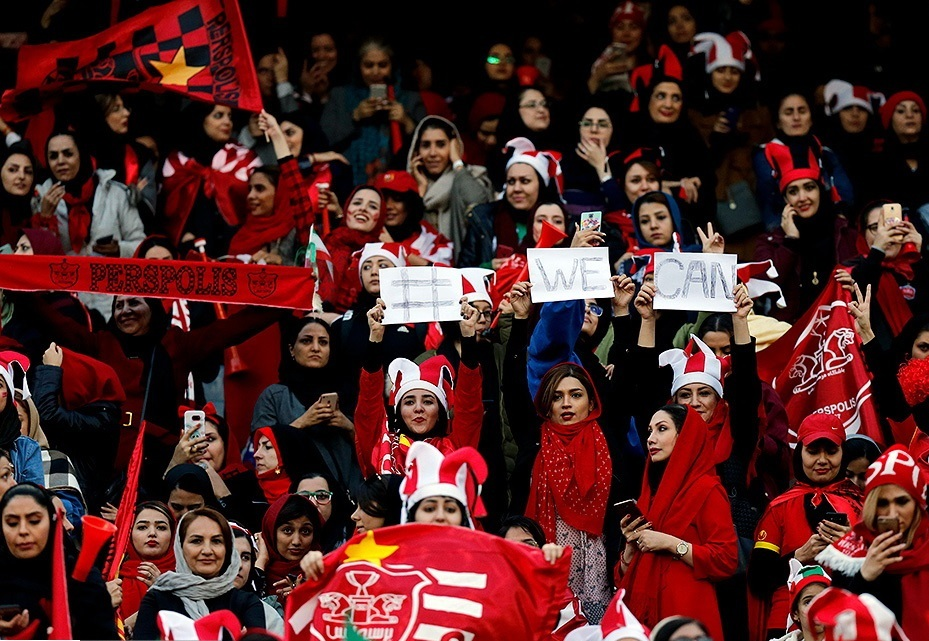
حضور زنان در ورزشگاه آزادی در فینال لیگ قهرمانان آسیا ۲۰۱۸

انقلاب فوتبال به حوادثی در ایران اشاره دارد که از سال ۱۹۹۷ در چارچوب فوتبال در آن کشور آغاز شد. ایده «انقلاب فوتبال» این است که این بازی می‌تواند به عنوان بخشی از روند سکولارسازی ایران و چارچوب جنبش‌های حقوق زنان در کشور مورد استفاده قرار گیرد.
هنگامی که تیم فوتبال ایران در مسابقات انتخابی جام جهانی فوتبال ۱۹۹۸ در تاریخ ۲۹ نوامبر ۱۹۹۷ به سختی استرالیا را شکست داد، علی‌رغم هشدارهای متعدد دولت نسبت به برگزاری هرگونه جشن سکولار، میلیون‌ها ایرانی با رقص و آواز در خیابان پیروزی را جشن گرفتند. مهم‌ترین واقعه در آن روز این بود که زنان سد پلیس شکسته و وارد استادیوم شده و از این رو آن‌ها از حضور در ورزشگاه‌ها منع شدند. در این میان حتی برخی از زنان حجاب خود را درآوردند. در خیابان‌ها معاشرت آشکاری بین زن و مرد وجود داشت. مطبوعات غربی این وقایع را پیامی به بنیادگرایان اسلامی در ایران می‌دانستند.
وقتی متعاقباً ایران در جام جهانی ۱۹۹۸، در تاریخ ۲۱ ژوئن ۱۹۹۸، ایالات متحده را با نتیجه ۲ بر ۱ شکست داد، جشن‌های مشابهی برای چندین روز ادامه یافت، در حالی که برخی از زنان حجاب نداشتند و با مردان معاشرت داشتند. این روند تا شکست ۲ بر ۰ ایران از آلمان ادامه داشت.
تلاش برای گشودن استادیوم به روی زنان برای تماشای فوتبال نوعی تغییر اجتماعی تلقی می‌شد. ایده برخی این بود که فوتبال به عنوان ملی‌گرایی سکولار به عنوان جایگزین اسلام‌گرایی معرفی می‌شود. روزنامه‌نگاری به نام فرانکلین فوئر انقلاب فوتبال را با مهمانی چای بوستون مقایسه کرد. ایرانیان خود فوتبال را راهی برای «کاهش تنش دیپلماتیک» یا راهی برای ایجاد تحولات اجتماعی در داخل کشور می‌دانند.

### میراث

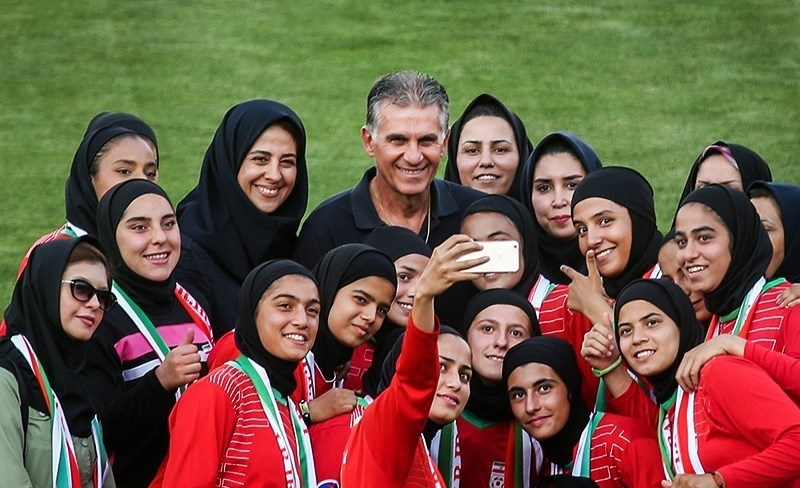
بازیکنان تیم ملی فوتبال زنان در کنار کارلوس کیروش

از آن زمان فعالان حقوق زنان در ایران برای دستیابی به حق ورود به استادیوم‌ها مبارزه کردند و گاه با خشونت وارد آن‌ها شدند. فیلمی از جعفر پناهی به نام آفساید (۲۰۰۶) در مورد گروهی از زنان جوان است که برای دیدن فوتبال در یک استادیوم مانند پسران لباس می‌پوشند.
در آوریل ۲۰۰۶ رئیس‌جمهور محمود احمدی‌نژاد با وجود مخالفت محافظه‌کاران، ممنوعیت ورود زنان به استادیوم‌ها را لغو کرد و اظهار داشت که زنان و خانواده‌ها به اخلاق و عفت در مکان‌های عمومی کمک می‌کنند. با این حال این ممنوعیت توسط رهبر انقلاب علی خامنه‌ای در تاریخ ۸ مه ۲۰۰۶ بازگشت.
سپس محدودیت‌های بیشتری برای مسابقات بین‌المللی و ملی وضع شد. در دسامبر ۲۰۰۷ عبدالرضا سوار، معاون رئیس کمیته المپیک ایران، تفاهم‌نامه‌ای را به تمام فدراسیون‌های ورزشی در مورد رفتار صحیح ورزشکاران زن و مرد صادر کرد و مجازات شدیدی را برای کسانی که در طول مسابقات ورزشی از احکام اسلامی پیروی نمی‌کنند، هم در داخل و هم در خارج از کشور، وضع کرد. مردان در ایران مجاز به آموزش و مربی‌گری زنان نیستند. تیم والیبال بانوان ایران زمانی بهترین تیم آسیا محسوب می‌شد اما به دلیل کمبود مربی زن از حضور در مسابقات بین‌المللی بازمانده است.
زنان ایرانی در صورتی مجاز به شرکت در ورزش‌هایی که نیاز به برداشتن حجاب دارند، هستند که همه حاضران در آنجا فقط زن باشد. اگر تماشاگران شامل مردان غیرمرتبط باشند، از حضور در آن‌ها ممنوع هستند. بنابراین، از ۵۳ ورزشکار ایرانی در المپیک پکن، فقط سه زن حضور داشتند: سارا خوش جمال فکری (تکواندو)، نجمه آبتین (تیراندازی) و هما حسینی (روئینگ).

## حاشیه‌ها

### جنجال بازی دختران با پسران
در بهمن ۱۳۸۷، خبر بازی دوستانه تیم نوجوانان پسر و تیم دختران باشگاه فوتبال استقلال تهران منتشر شد. این واقعه پس از انقلاب بی‌سابقه بود و جنجال و واکنش‌های بسیاری برانگیخت. پسران این بازی را ۷–۱ بردند.

### شایعه حضور افراد دوجنسه در تیم ملی
در تابستان ۱۳۸۸، شایعاتی دربارهٔ حضور افراد دوجنسه در تیم ملی فوتبال زنان ایران در میان مردم پیچید. فدراسیون فوتبال ایران این مسئله را تکذیب کرد. در سال ۱۳۹۲ فدراسیون فوتبال ۷ بازیکن دوجنسیتی را محروم کرد.
همچنین پس از قهرمانی تیم فوتسال بانوان ایران در آسیا، شبکه العربیه به نقل از مجتبی شریفی بازیکنان این تیم را مرد اعلام کرد، که با تکذیب وی همراه شددر سال ۲۰۲۱ اتحادیه فوتبال اردن در شکایتی ادعا کرد که تیم زنان ایران از بازیکنان مرد استفاده می‌کند.

## نگارخانه

تیم فوتبال دختران تاج در سال ۱۳۴۹، پیش از برد ۶ بر ۰ برابر دیهیم
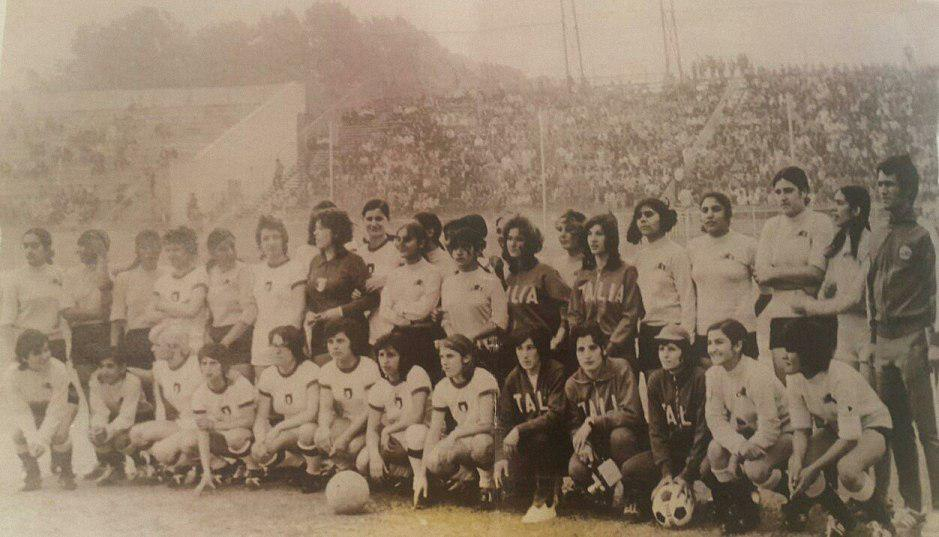
بازی دوستانه تیم فوتبال زنان تاج و تیم منتخبی از زنان فوتبالیست ایتالیا
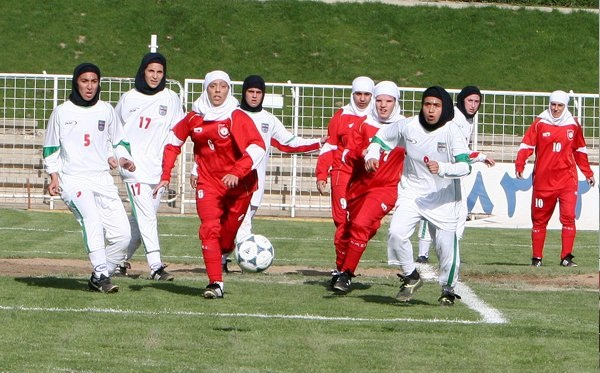
بازی دوستانه تیم‌های ملی فوتبال زنان ایران و آلمان در سال ۲۰۰۶
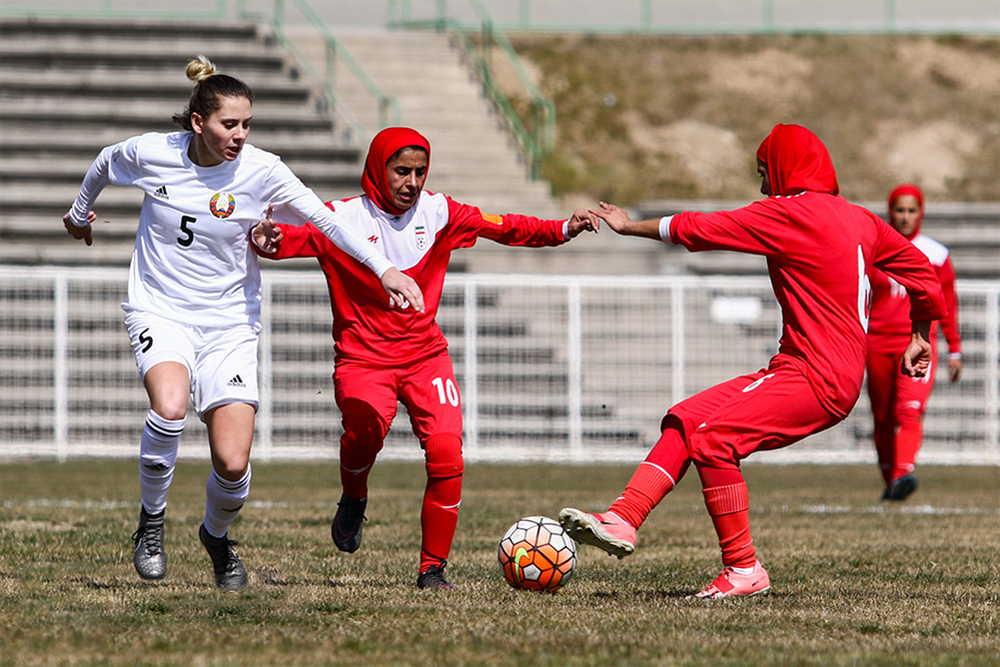
بازی دوستانه تیم‌های ملی فوتبال زنان ایران و بلاروس در سال ۲۰۱۹
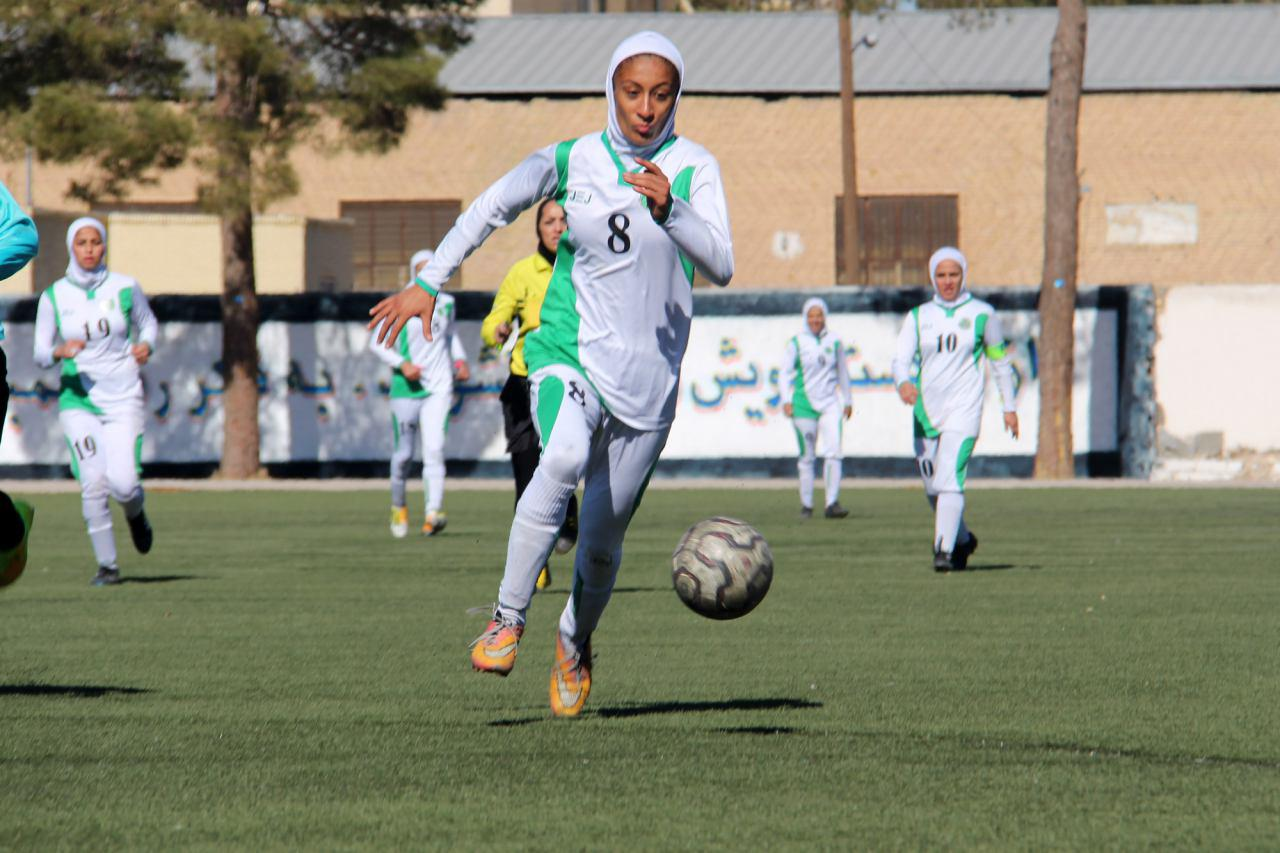
شبنم بهشت از بازیکنان تیم ملی فوتبال زنان
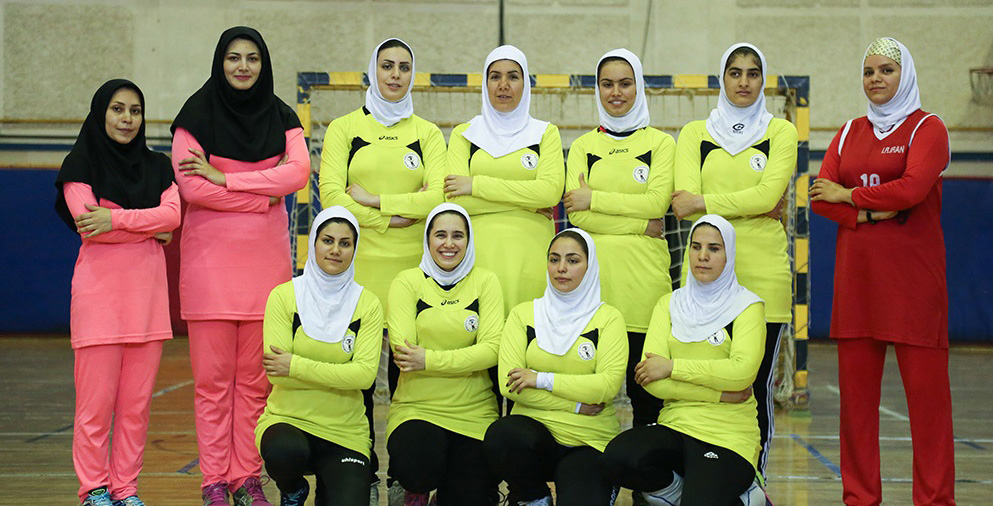
بازیکنان تیم ملی گلبال زنان ایران